# 月さえも眠る夜
「月さえも眠る夜」（つきさえもねむるよる）は日本の音楽グループであるTHE BOOMが1993年4月21日に発表した10枚目のシングル。

## 解説
この曲を機に活動復帰。
カップリングはTHE BOOM初のボサノヴァ。
MVは1993年3月1日に渋谷公会堂で行われたライブの映像を映画風に仕上げたものである。

## 収録曲
全曲作詞・作曲：宮沢和史
1. 月さえも眠る夜
2. de ja vu
3. 月さえも眠る夜（オリジナル・カラオケ）